# Kumba Ialá
Kumba Ialá Embaló o Kumba Yalá Embaló (Bula, Guinea Portuguesa, 15 de març de 1953 - Bissau, 4 d'abril de 2014) fou un polític de Guinea Bissau, president de la República de Guinea Bissau. Va assumir el càrrec el 17 de febrer de 2000 i va romandre en aquell fins a ser deposat per un cop d'estat militar el 14 de setembre de 2003. Des de 2008 Ialá és musulmà adoptant el nom Mohamed Ialá Embaló, encara que prèviament havia estat catòlic, i d'origen balanta.

## Inicis
Va néixer en una família d'agricultors en Bula, a la regió del Cacheu el 15 de març de 1953. Ialá, des de la seva adolescència, va militar en el Partit Africà per la Independència de Guinea i Cap Verd (PAIGC), partit que va dur a terme un aixecament armat contra el colonialisme portuguès.
Va estudiar Teologia en la Universitat Catòlica Portuguesa de Lisboa i més tard, Filosofia. A Bissau, Ialá va estudiar Dret. És parlant de portuguès, llengües criolles africanes, castellà, francès i anglès i pot llegir en llatí, grec i hebreu. Després d'haver completat els seus estudis, va treballar com a professor de filosofia.

## Carrera política
Ialá va comandar una delegació del PAIGC en Moscou en homenatge del 70º aniversari de la Revolució russa de 1917, no obstant això, el 1989 va ser expulsat d'aquell partit per exigir una gran reforma democràtica.
Em març de 1991, al costat de Rafael Barbosa, Ialá va ajudar a fundar el Front Democràtic Social (FDS). El 14 de gener de 1992, Yalá va abandonar el FDS i va fundar el Partit de Renovació Social (PRS).
Durant la primera elecció multipartidaria que va tenir lloc el 3 de juny de 1994, Ialá va ser candidat presidencial. Va ser elegit el candidat del PAIGC João Bernardo "Nino" Vieira que va vèncer amb el 46,2% dels vots. Ialá va quedar en segon lloc, amb el 21,88% dels vots. Com cap dels dos candidats va obtenir el 50% dels vots, es va realitzar un balotaje el 7 d'agost del mateix any. Vieira va derrotar a Ialá per un marge d'amb prou feines quatre punts percentuals (52,02% contra 47,98%). Ialá va reconèixer els resultats, però va afirmar que va haver-hi fustigacions cap als seus electors, no obstant això, malgrat la denúncia, la Cort Suprema de Justícia va validar les eleccions. El 20 d'agost, va acceptar la derrota, però va afirmar que el seu partit no col·laboraria amb el govern electe.
El 28 de novembre de 1999, després d'una guerra civil devastadora i amb la deposició de Vieira, es van realitzar noves eleccions presidencials. Kumba Ialá va acabar amb el primer lloc amb el 38,81% dels vots seguit pel president interí i candidat del PAIGC, Malam Bacai Sanhá, que va aconseguir 23,37% dels vots. Es va realitzar, conforme al sistema electoral bisauguineà, el 16 de gener de 2000 una segona volta en la qual va vèncer fàcilment Ialá amb els 72% dels vots sobre el seu adversari.

## Presidència
El mandat de Kumba Ialá com a cap d'estat de Guinea Bissau es va caracteritzar per la destitució constant de ministres i altres alts funcionaris, i per una mala gestió financera, que va portar al Banc Mundial i al FMI la suspensió de l'ajuda econòmica. Les relacions de Ialá amb el general Ansumane Mané, capdavanter de la rebel·lió militar que va deposar Vieira en la guerra civil de 1998–99, es van tornar difícils. Ialá va promoure a ascensos a un gran nombre d'oficials militars al novembre del 2000, però Mané va afirmar que els ascensor no eren els que s'havia acordat Ialá prèviament amb ell. En represàlia, Mané va anunciar que accediria per la força en controlar les forces armades i que promouria els ascensor necessaris i que deposaria al cap d'estat major, el general Veríssimo Correia Seabra. Una setmana després, el 30 de novembre d'aquell any, Mané va ser assassinat en un tiroteig per tropes lleials al govern.
Ialá no va vetar ni promulgar la reforma constitucional aprovada per l'Assemblea Nacional en 2001, sinó que la va enviar de tornada al parlament amb recomanacions per a l'augment dels poders del president. El govern de Ialá va afirmar haver frustrat un intent de cop a principis de desembre de 2001, malgrat que l'oposició en va qüestionar l'existència. Posteriorment alguns membres dels partits de l'oposició van ser detinguts i tancats sense càrrecs. El juny de 2002 va acusar Gàmbia de fomentar la rebel·lió a Guinea Bissau, una acusació que va negar el ministeri d'Afers Exteriors de Gàmbia; Ialá fins i tot va amenaçar Gàmbia amb una invasió. Ialá va dissoldre el Parlament al novembre de 2002, designant Mário Pires com a primer ministre i convocant eleccions anticipades per a febrer de 2003. Aquestes eleccions, però, van ser posposades primer d'abril a juliol, i després a l'octubre. Alguns sospitaven que Ialá va tractar de manipular la llei per assegurar-see romandre al poder.

### Cop de 2003
El 12 de setembre de 2003 la comissió electoral va anunciar que no seria capaç d'acabar el registre de votants a temps per celebrar eleccions parlamentàries el 12 d'octubre com estava previst. Això, juntament amb una economia estancada, la inestabilitat política, i el descontentament militar pels salaris pendents de pagament va provocar un cop d'estat el 14 de setembre. Ialá va ser detingut i posat sota arrest domiciliari. El general Veríssimo Correia Seabra, líder del cop, es va referir a la "incapacitat" del govern de Ialá com a justificació. Ialá va anunciar públicament la seva dimissió el 17 de setembre, i aquell mes es va signar un acord polític que li va prohibir participar en política durant cinc anys. A finals de setembre va establir un govern de transició dirigit per civils, l'empresari Henrique Pereira Rosa i el secretari general de PRS Artur Sanhá.
El 8 de març de 2004, convocades les eleccions legislatives, Ialá va ser alliberat del seu arrest domiciliari. Va anunciar participaria en la campanya electoral del PRS malgrat la prohibició. A les eleccions, celebrades el 28 de març, el PRS va obtenir 35 de 100 seients, i esdevé el segon major partit a l'Assemblea Nacional Popular després del PAIGC.

## Elecció presidencial de 2005 i posteriorment
El 26 de març de 2005 va ser escollit com el candidat del PRS per a les eleccions presidencials del 19 de juny pel consell nacional del partit, tot i estar inhabilitat oficialment per a la política durant cinc anys. Ialá va presentar la seva sol·licitud de candidatura a la Cort Suprema l'11 d'abril, argumentant que havia signat el seu acord per respectar la seva inhabilitació política a casa i no a la seva oficina, i que era invàlida. El Tribunal Suprem li va aixecar la prohibició de presentar-se a les eleccions en la seva llista de candidats aprovats publicada el 10 de maig, amb cinc jutges a favor de permetre la seva candidatura i un en contra. La decisió es va basar en el fet que la Ialá havia renunciat amb anterioritat a la signatura de la carta de transició que l'havia exclòs de la política, i els jutges consideraren que la carta no s'havia d'aplicar retroactivament a Ialá d'una manera contrària als seus interessos. Poc després, el 15 de maig, Ialá va dir que retirava la seva renúncia com a president i es tornaria al seu càrrec per complir la resta del seu mandat. Tot i aquest augment de la tensió política al país, la declaració no semblava tenir gaires conseqüències immediatament; dos dies després es va produir una manifestació d'alguns dels partidaris de la Ialá i va ser dispersada per la policia amb gas lacrimogen.

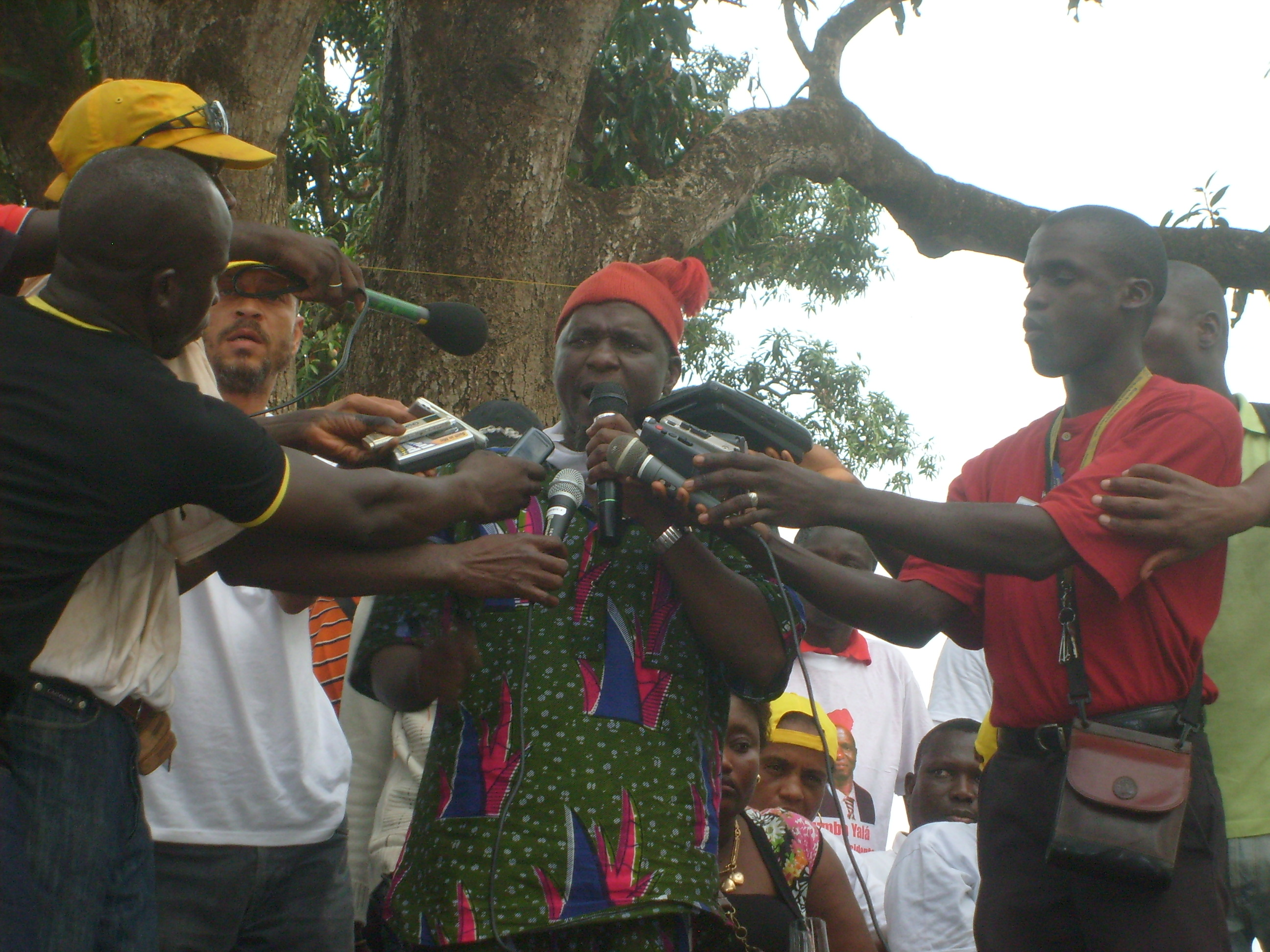
Ialá en campanya a les eleccions de 2009

A finals de maig, deu dies després de declarar la retirada de la seva renúncia, de nit ocupava el palau presidencial amb un grup d'homes armats durant unes quatre hores abans de sortir, segons un anunci per part de l'exèrcit. Segons els resultats oficials va quedar en tercer lloc s les eleccions del 19 de juny amb el 25% dels vots, darrere de Malam Bacai Sanhá i Nino Vieira i, per tant, no podien participar en la segona volta. Ialá va dir que en realitat va quedar en primer lloc, amb al voltant del 38% dels vots, i que el resultat era un frau. Segons informes, almenys quatre persones van morir quan els partidaris de la Ialá es van enfrontar amb la policia després que es van anunciar els resultats. Ialá marxà al Senegal per parlar amb el president senegalès Abdoulaye Wade juntament amb Vieira i Sanhá, i el 27 de juny, va dir en una conferència de premsa que acceptava el resultat en l'interès de la pau i la democràcia, sense deixar d'afirmar que en realitat havia guanyat. Ialá va diren aquesta ocasió que "rebutjava la violència en principi"i predeia que eventualment tornaria a la presidència, destacant qu els seus oponents eren més vells que ell "i que demà desapareixeran."
El 2 de juliol, Ialá va anunciar el seu suport a la candidatura de Vieira en la segona volta. Va anomenar Vieira "un símbol de la construcció de l'Estat de Guinea i de la unitat nacional perquè va proclamar la nostra independència als turons de Boé" i va dir que podia "ser invocat per defensar la nostra independència nacional, per oposar-se neocolonialisme, per construir la república i promoure la pau, l'estabilitat i, sobretot, la reconciliació nacional". Donada l'aguda hostilitat de Ialá a Vieira en anys anteriors, aquest suport va ser vist com a sorprenent per molts, i la decisió provocà força insatisfacció entre els partidaris de la IALA. La segona volta, celebrada el 24 de juliol, va donar com a resultat la victòria de Vieira.
El 27 d'octubre de 2006 Ialá va tornar a Guinea Bissau després d'un any d'exili voluntari al Marroc. El 12 de novembre va ser elegit president del PRS al tercer congrés extraordinari del partit, amb al voltant del 70% dels vots, derrotant Alberto Nambeia, encara que la seva reelecció va ser disputada pels oponents dins del PRS. Va denunciar al govern del primer ministre Aristides Gomes com a "il·legítim i il·legal" i va dir que hauria de dissoldre's i convocar eleccions parlamentàries anticipades.
Al maig de 2007, després d'un recurs d'anul·lació contra el tercer congrés ordinari per una facció del PRS oposat a Ialá, el Tribunal Regional de Bissau cancel·laria les resolucions del Congrés retirà Ialá de la direcció del partit. El 23 d'agost de 2007, però, el Tribunal Suprem de Guinea Bissau va revocar la decisió i va restaurar Ialá en el lideratge del partit.
Després de passar més temps a l'exili al Marroc, Ialá va tornar a Bissau el 7 de juliol de 2008 per inscriure's en el eleccions parlamentàries de novembre de 2008. En aquesta ocasió, va predir que el PRS guanyaria les eleccions amb una majoria d'escons. El 18 de juliol de 2008, poc després del seu retorn, es va convertir a l'Islam a la ciutat de Gabú i va prendre el nom de Mohamed Ialá Embaló. També va aprendre a parlar àrab. A les eleccions de novembre de 2008 el PAIGC oficialment va guanyar la majoria d'escons, derrotant el PRS. Inicialment Ialá qüestionà els resultats oficials i al·legà frau, rncara que més tard va acceptar la victòria del PAIGC i va dir que el PRS faria una oposició constructiva.
El president Nino Vieira fou assassinat per soldats el 2 de març de 2009. A l'abril els PRS designà Ialá com el seu candidat a la eleccions presidencials de juny de 2009. Alguns en el partit que es va oposar a "sistema de monopoli" de Ialá i van proposar la candidatura alternativa de Baltazar Lopes Fernandes, però no van tenir èxit.

## Mort
Ialá va patir "sobtada aturada cardiorespiratòria" i va morir la nit del 3 al 4 d'abril de 2014. El seu cap de seguretat personal, Alfredo Malu, va dir que "tenia un malestar a la nit de dijous" i que va morir a les primeres hores del matí següent. El govern va anunciar que Ialá havia mort d'un atac al cor, que tindria una "sessió especial del gabinet" a les 9:00 i que el seu cos va ser portat a l'hospital militar de Bra. Malu va afegir que la malaltia sobtada al final del dia li havia impedit reunir-se amb els candidats del PRS en preparació per a les eleccions parlamentàries convocades pel 13 d'abril de 2014.